# Park Kulturowy „Osada Łowców Fok” w Rzucewie
Park Kulturowy „Osada Łowców Fok” w Rzucewie – park kulturowy w Rzucewie (powiat pucki) prezentujący wystawę zabytków archeologicznych in situ.

## Historia
Obiekt został otwarty 26 czerwca 2013. Celem jego funkcjonowania jest promocja turystyczna i edukacyjna krajobrazu kulturowego. Głównym elementem parku jest teren dawnej osady łowców fok, którą datuje się na V–II wiek p.n.e (kultura rzucewska).
Osadę odkryto w 1894. Stanowi jedno z najważniejszych stanowisk archeologicznych północnej Polski. Stanowisko systematycznie badała Danuta Król z Muzeum Archeologicznego w Gdańsku, począwszy od 1984. Badania udowodniły, że lokalna kultura cechowała się urozmaiconym wykorzystywaniem zasobów morskich, specjalizując się w rybołówstwie, jak również w połowie fok. Udostępnienie terenu szerszej publiczności rozpoczęto w latach 90. XX wieku. Prezentowano wówczas w jednym z pomieszczeń bazy archeologicznej niewielką wystawę obrazującą wyniki badań. Ustawa z 2003, dotycząca parków kulturowych, pozwoliła podjąć dalsze działania. W 2007 park ujęto w miejscowym planie zagospodarowania przestrzennego, a w 2008 stworzono koncepcję przestrzenną parku, autorstwa Danuty Król i Teresy Iżewskiej. Budowę rozpoczęto w 2012 ze środków z Programu Operacyjnego „Zrównoważony rozwój sektora rybołówstwa i nadbrzeżnych obszarów rybackich 2007–2013”.

## Osada
Na osadę składają się: 
- drewniana Chata Kaszubska z ekspozycją archeologiczną (zabytki pochodzące z badań rzucewskich),
- rekonstrukcje obiektów archeologicznych rozproszone na terenie parku, w tym: chata, grób, ziemianka, piec[1].

Przy każdym obiekcie znajduje się tablica z informacjami o rekonstrukcji. Wszystkie rekonstrukcje zostały odtworzone w miejscach ich odkrycia.

## Turystyka
Przy osadzie przebiegają:
- niebieski, pieszy Szlak Krawędzi Kępy Puckiej z Pucka do Wejherowa,
- Europejski długodystansowy szlak pieszy E9[3].

## Galeria

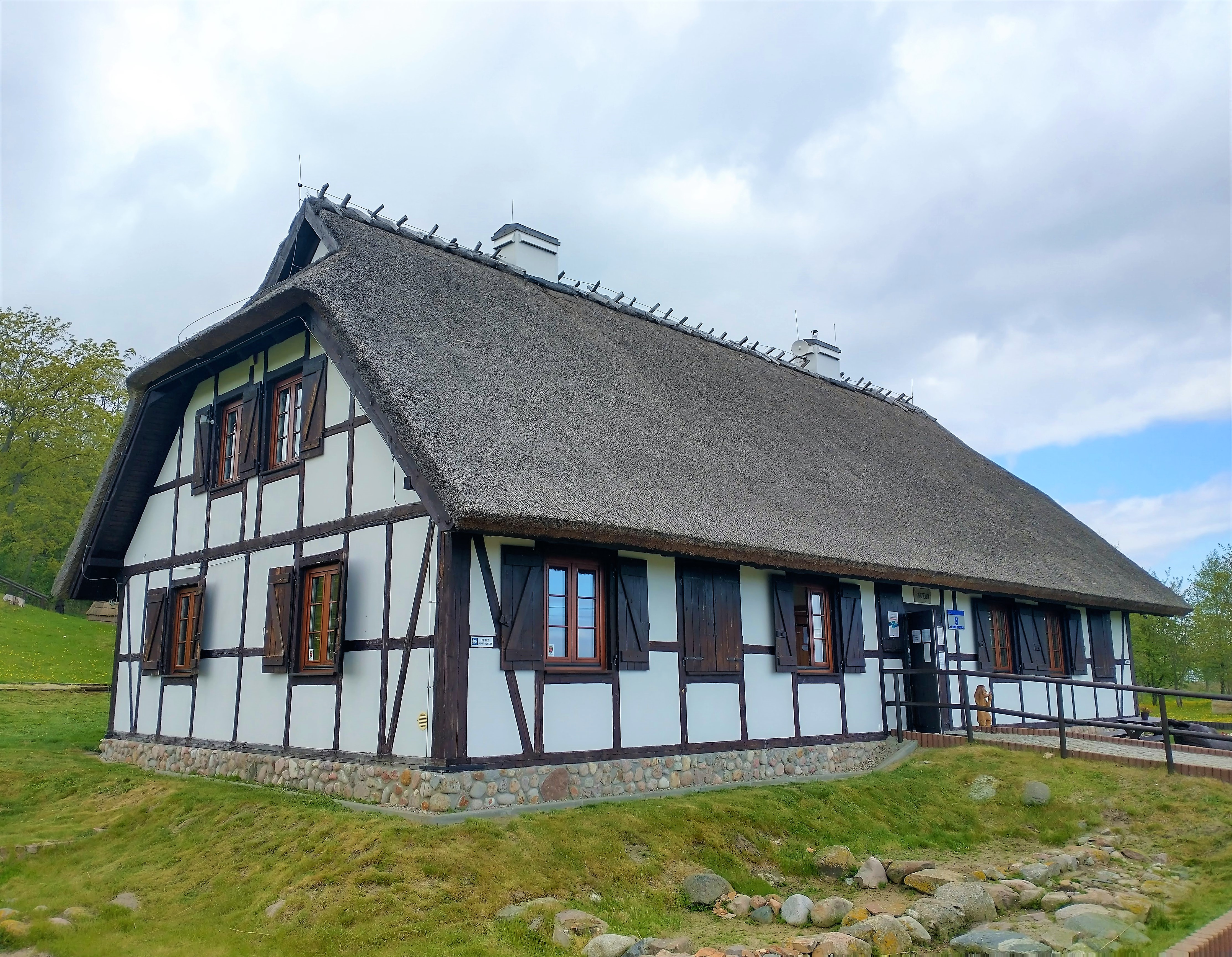
Pawilon wystawowy
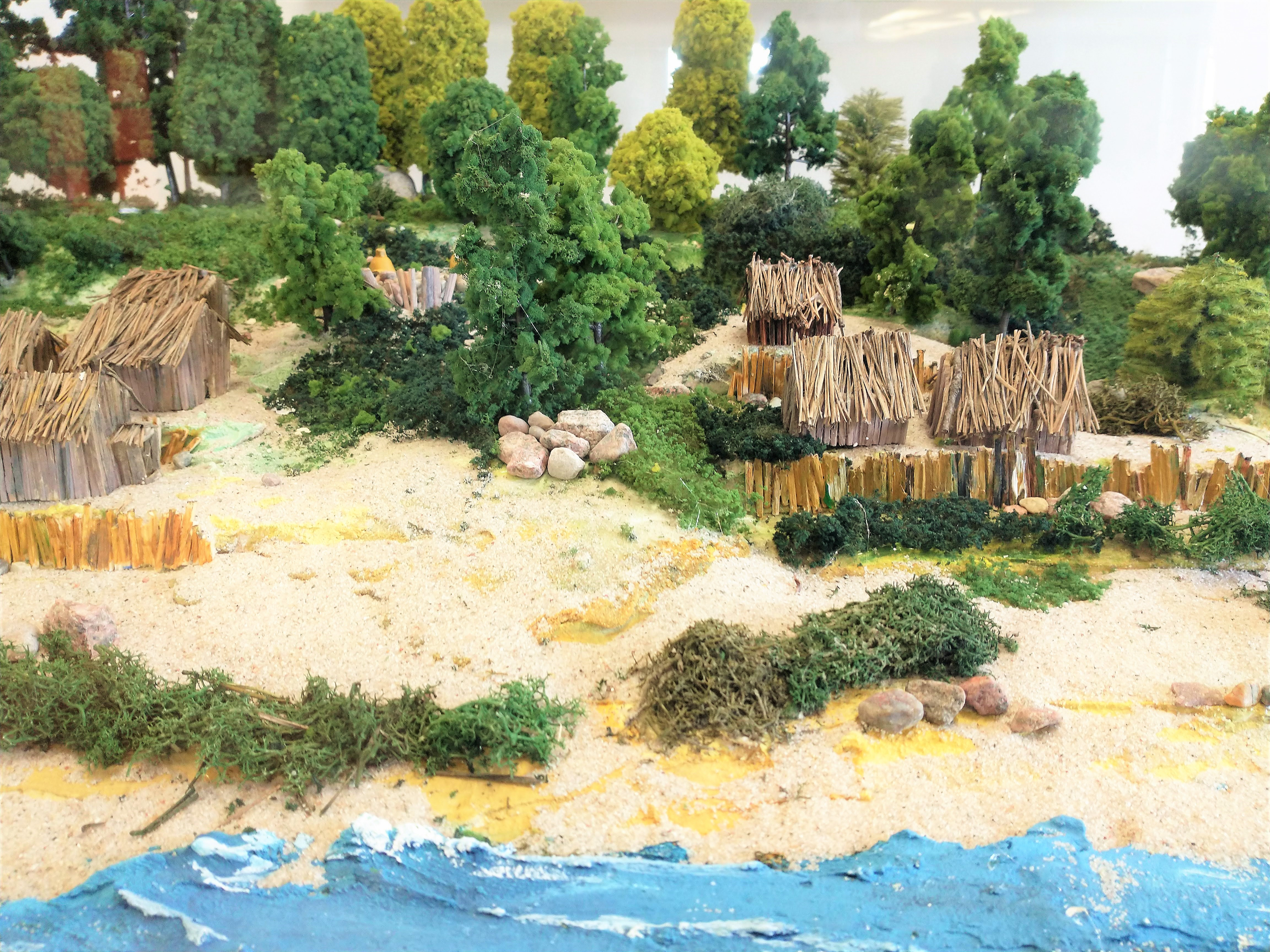
Rekonstrukcja osady
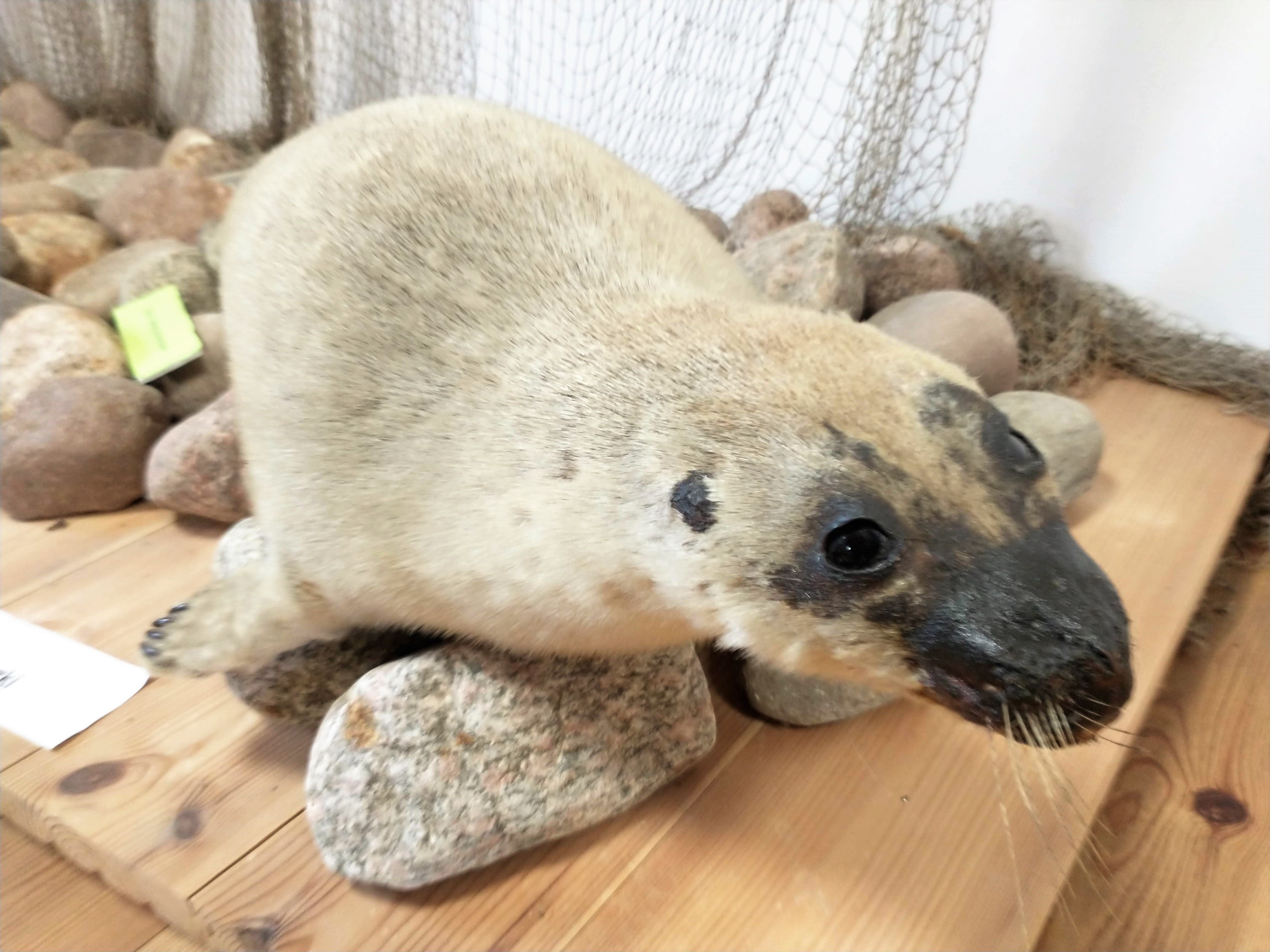
Wypchana foka na wystawie
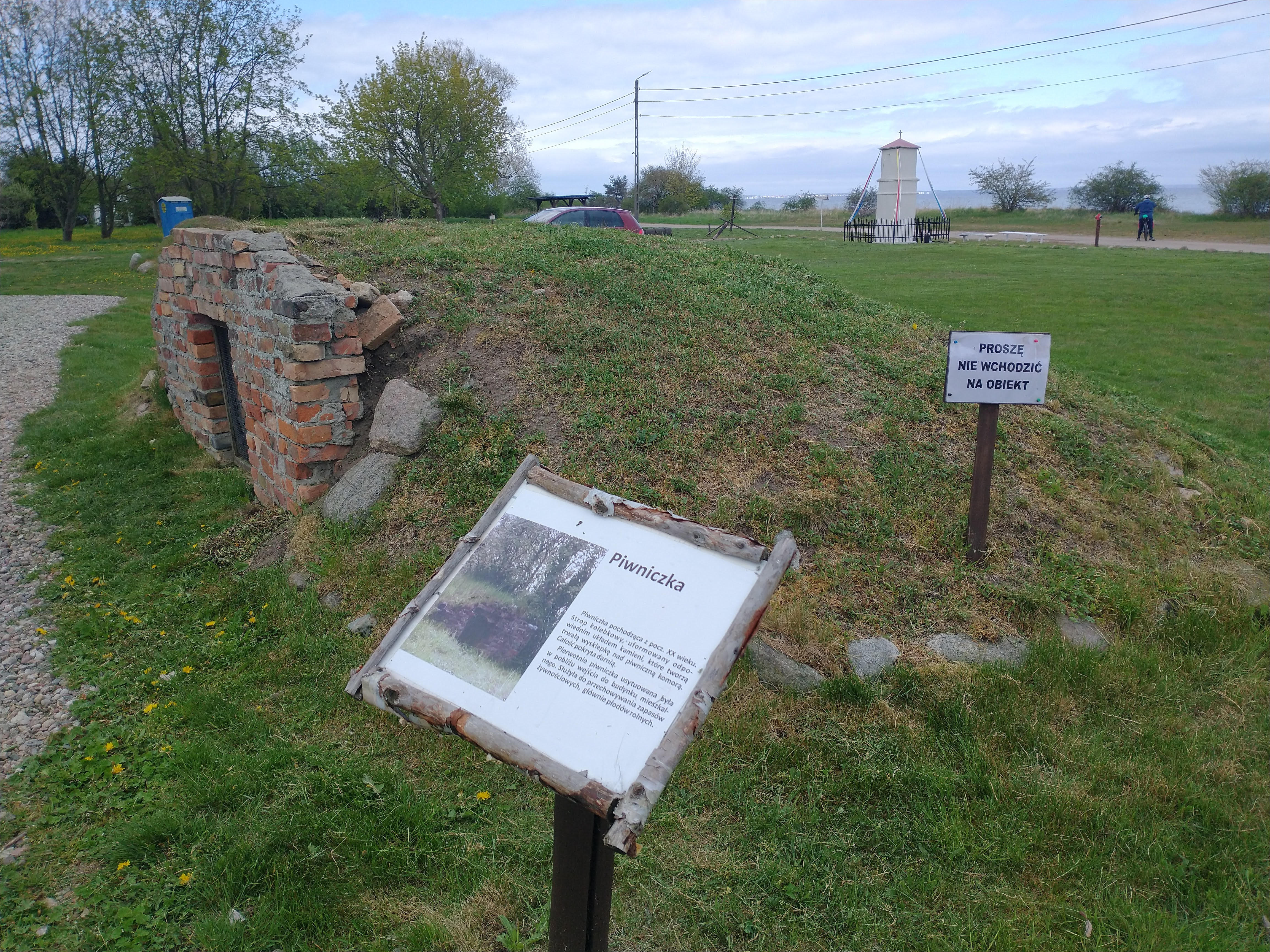
Fragment ekspozycji zewnętrznej